# Vorwegpfändung
Die Vorwegpfändung lässt gem. § 811c ZPO ausnahmsweise die Pfändung an sich unpfändbarer Sachen zu. Eine zweite Ausnahme ist die Austauschpfändung.
Bei der Vorwegpfändung wird durch einen Gerichtsvollzieher oder Vollziehungsbeamten eine Sache gepfändet, die zum Zeitpunkt der Ausbringung dieser Pfändung noch nicht pfändbar ist, aber demnächst pfändbar wird. Solange die Sache unpfändbar ist, verbleibt sie beim Schuldner, darf ihm also nicht weggenommen werden. Naturgemäß darf auch eine Versteigerung der gepfändeten Sache erst erfolgen, wenn die Unpfändbarkeit nicht mehr besteht. 
Tritt die Pfändbarkeit nicht innerhalb eines Jahres nach der Vorwegpfändung ein, so muss die Pfändung aufgehoben werden.
Beispiel für eine Vorwegpfändung: Ein selbständiger Handwerker benötigt zum Zeitpunkt der Pfändung noch sein Handwerkzeug. Es ist aber bekannt, dass er seinen Beruf aufgeben wird. Zum Zeitpunkt der Berufsaufgabe tritt dann die Pfändbarkeit ein.
Umgekehrt ist der Vollziehungsbeamte nicht berechtigt, eine Pfändung deshalb zu unterlassen, weil die zu pfändende Sache wahrscheinlich demnächst unpfändbar wird.